# Pico de los Cabrones
El pico de los Cabrones es una montaña del norte de España enclavada en el macizo Central de los Picos de Europa o macizo de los Urrieles, en la divisoria del Principado de Asturias y la provincia de León.
La primera ascensión conocida a la cumbre fue realizada por Emilio Ribera Pou y Carlos Mier en 1933.
La silueta del pico de los Cabrones junto con sus agujas, domina espectacularmente sobre el Jou de los Cabrones, donde se encuentra situado el refugio de montaña del mismo nombre situado a 2100 m.
La cumbre forma parte de la cresta Cabrones-Cerredo (D inf), una de las más alpinas de los Picos de Europa, que permite enlazar el pico de los Cabrones y la más alta cima de los picos, el pico Torrecerredo de 2650 m. La primera travesía a la cresta la completaron los hermanos Regil el 19 de agosto de 1958.